# 南定圣母无染原罪堂

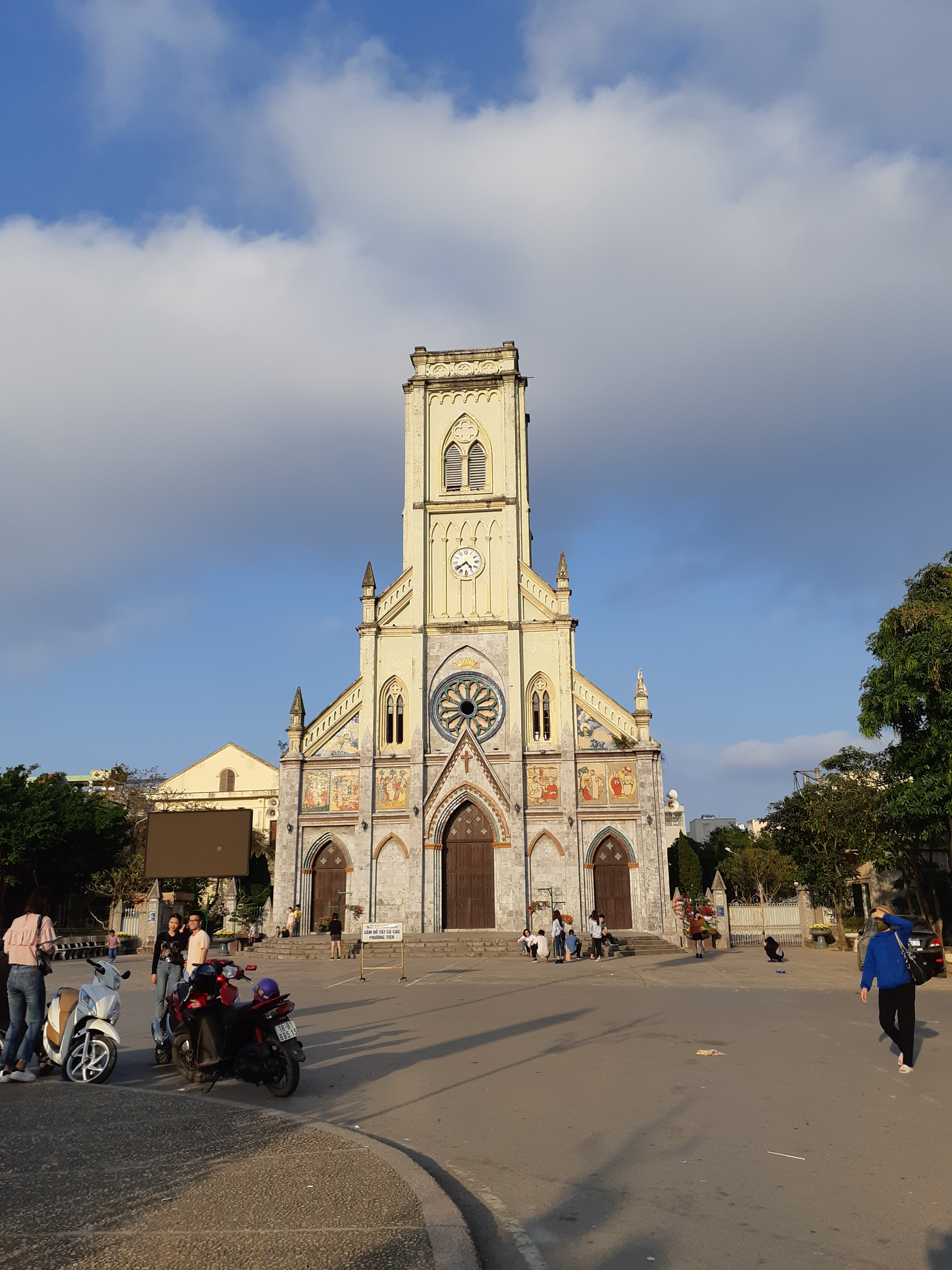

南定圣母无染原罪堂是一座罗马天主教教堂，位于越南南定省南定市陈兴道坊二徵夫人街16号。南定圣母无染原罪堂俗称为大教堂（Nhà thờ Lớn），但是并非主教座堂，也不是宗座圣殿。
教堂最初由法国和意大利神父建于1895年左右，为哥特式建筑风格。1968年被炸弹炸毁，1973年进行了修复。